# Emílio Peixe
Emílio Manuel Delgado Peixe (ur. 16 stycznia 1973 w Nazaré) – portugalski piłkarz grający na pozycji defensywnego pomocnika. W swojej karierze rozegrał 12 meczów w reprezentacji Portugalii.

## Kariera klubowa
Swoją karierę piłkarską Peixe rozpoczął w klubie Sporting CP z Lizbony. W 1990 roku awansował do kadry pierwszej drużyny Sportingu. 2 grudnia 1990 zadebiutował w pierwszej lidze portugalskiej w przegranym 0:1 domowym meczu z SC Farense. W sezonie 1991/1992 stał się podstawowym zawodnikiem Sportingu. W sezonie 1994/1995 zdobył ze Sportingiem Puchar Portugalii.
Latem 1995 roku Peixe przeszedł do Sevilli. W Primera División swój debiut zanotował 16 września 1995 w wygranym 2:1 domowym meczu z Realem Sociedad. W Sevilli rozegrał 5 ligowych meczów i zimą odszedł z zespołu. Wrócił do Sportingu, w którym grał do lata 1997.
Latem 1997 roku Peixe został zawodnikiem FC Porto. Swój ligowy debiut w Porto zanotował 10 maja 1998 w zwycięskim 7:2 domowym spotkaniu z Salgueiros Porto. W sezonach 1997/1998 i 1998/1999 wywalczył z Porto dwa mistrzostwa Portugalii. W latach 1998, 2000 i 2001 zdobył z nim trzy krajowe puchary. W sezonie 2001/2002 został wypożyczony do FC Alverca.
Latem 2002 roku Peixe został piłkarzem Benfiki. W Benfice zadebiutował 14 grudnia 2002 w meczu z CF Os Belenenses (1:0). W Benfice wystąpił dwukrotnie w sezonie 2002/2003.
W 2003 roku Peixe przeszedł do União Leiria. 19 października 2003 zaliczył w União debiut w ligowym meczu z CS Marítimo (2:2). Po rozegraniu 2 ligowych meczów w barwach União w sezonie 2003/2004 Peixe zakończył karierę.
| Sezon   | Klub         | Kraj       | Rozgrywki        | Mecze | Bramki |
| ------- | ------------ | ---------- | ---------------- | ----- | ------ |
| 1990/91 | Sporting CP  | Portugalia | Primeira Liga    | 1     | 0      |
| 1991/92 | Sporting CP  | Portugalia | Primeira Liga    | 27    | 0      |
| 1992/93 | Sporting CP  | Portugalia | Primeira Liga    | 29    | 1      |
| 1993/94 | Sporting CP  | Portugalia | Primeira Liga    | 26    | 0      |
| 1994/95 | Sporting CP  | Portugalia | Primeira Liga    | 21    | 1      |
| 1995/96 | Sevilla FC   | Hiszpania  | Primera División | 5     | 0      |
| 1995/96 | Sporting CP  | Portugalia | Primeira Liga    | 10    | 1      |
| 1996/97 | Sporting CP  | Portugalia | Primeira Liga    | 10    | 0      |
| 1997/98 | FC Porto     | Portugalia | Primeira Liga    | 1     | 0      |
| 1998/99 | FC Porto     | Portugalia | Primeira Liga    | 13    | 1      |
| 1999/00 | FC Porto     | Portugalia | Primeira Liga    | 21    | 0      |
| 2000/01 | FC Porto     | Portugalia | Primeira Liga    | 2     | 0      |
| 2001/02 | FC Alverca   | Portugalia | Primeira Liga    | 7     | 0      |
| 2002/03 | SL Benfica   | Portugalia | Primeira Liga    | 2     | 0      |
| 2003/04 | União Leiria | Portugalia | Primeira Liga    | 2     | 0      |

## Kariera reprezentacyjna
W reprezentacji Portugalii Peixe zadebiutował 12 października 1991 roku w zremisowanym 1:1 towarzyskim meczu z Luksemburgiem, rozegranym w Luksemburgu. W 1996 roku zagrał na Igrzyskach Olimpijskich w Atlancie, na których zajął z Portugalią 4. miejsce. W swojej karierze grał też w: eliminacjach do Euro 92 i do MŚ 1994. Od 1991 do 1993 roku rozegrał w kadrze narodowej 12 meczów.
Peixe grał również w młodzieżowych reprezentacjach. W 1991 roku zagrał na Mistrzostwach Świata U-20, które Portugalczycy wygrali. Został wówczas wybrany najlepszym piłkarzem tego turnieju i otrzymał Złotą Piłkę.
| Mecze i gole w reprezentacji | Mecze i gole w reprezentacji | Mecze i gole w reprezentacji  | Mecze i gole w reprezentacji | Mecze i gole w reprezentacji | Mecze i gole w reprezentacji | Mecze i gole w reprezentacji |
| #                            | Data                         | Stadion                       | Rywal                        | Wynik                        | Gol                          | Rozgrywki                    |
| 1991                         | 1991                         | 1991                          | 1991                         | 1991                         | 1991                         | 1991                         |
| ---------------------------- | ---------------------------- | ----------------------------- | ---------------------------- | ---------------------------- | ---------------------------- | ---------------------------- |
| 1.                           | 12.10.1991                   | Luksemburg, Luksemburg        | Luksemburg                   | 1:1                          | 0                            | towarzyski                   |
| 2.                           | 16.10.1991                   | Rotterdam, Holandia           | Portugalia                   | 0:1                          | 0                            | el. ME 1992                  |
| 3.                           | 20.11.1991                   | Lizbona, Portugalia           | Grecja                       | 1:0                          | 0                            | el. ME 1992                  |
| 1992                         |                              |                               |                              |                              |                              |                              |
| 4.                           | 15.01.1992                   | Torres Novas, Portugalia      | Hiszpania                    | 0:0                          | 0                            | towarzyski                   |
| 5.                           | 12.02.1992                   | Faro, Portugalia              | Holandia                     | 2:0                          | 0                            | towarzyski                   |
| 6.                           | 31.05.1992                   | New Heaven, Stany Zjednoczone | Włochy                       | 0:0                          | 0                            | USA Cup 1992                 |
| 7.                           | 03.06.1992                   | Chicago, Stany Zjednoczone    | Stany Zjednoczone            | 0:1                          | 0                            | USA Cup 1992                 |
| 8.                           | 02.09.1992                   | Linz, Austria                 | Austria                      | 1:1                          | 0                            | towarzyski                   |
| 9.                           | 11.11.1992                   | Saint-Ouen, Francja           | Bułgaria                     | 2:1                          | 0                            | towarzyski                   |
| 1993                         |                              |                               |                              |                              |                              |                              |
| 10.                          | 10.02.1993                   | Faro, Portugalia              | Norwegia                     | 1:1                          | 0                            | towarzyski                   |
| 11.                          | 31.03.1993                   | Berno, Szwajcaria             | Szwajcaria                   | 1:1                          | 0                            | el. MŚ 1994                  |
| 12.                          | 13.10.1993                   | Porto, Portugalia             | Szwajcaria                   | 1:0                          | 0                            | el. MŚ 1994                  |